# کالین کانینگهام
کالین کانینگهام (انگلیسی: Colin Cunningham؛ زادهٔ ۲۰ اوت ۱۹۶۶) یک هنرپیشه اهل ایالات متحده آمریکا است.